# Dave Young
David „Dave“  Anthony Young (* 29. Januar 1940 in Winnipeg) ist ein kanadischer Kontrabassist, der insbesondere im Bereich des Modern Jazz, aber auch in der klassischen Konzertmusik  hervorgetreten ist.

## Leben und Wirken
Young, dessen ältere Schwester auch Musikerin ist,  hatte als Kind Klavierunterricht. Später wechselte er zum Bass und trat mit seiner Schwester, der Pianistin Sydney Young McInnis (* 1934) auf. Von 1961 bis 1966 war er Mitglied in der Band des Gitarristen Lenny Breau, mit dem er auch später immer wieder zusammenspielte. 1962 studierte er am Berklee College of Music, dann nach einem Abschluss in Wirtschaftswissenschaften zwischen 1967 und 1969 auf dem Konservatorium von Toronto. Daneben spielte er bei Moe Koffman und war dann parallel seiner Jazzkarriere in  den Sinfonieorchestern von Edmonton (1970–1972), Hamilton (1972–1974, 1976f.) und Winnipeg (1974–1975) tätig.
Im Jazzbereich arbeitete er regelmäßig mit Don Thompson, Ed Bickert, Terry Clarke und Rob McConnell und spielte daneben mit zahlreichen Gastsolisten. Nach einer Japantournee 1975 mit Oscar Peterson wirkte er auch ab Mitte der 1980er Jahre in dessen Trios und konzertierte auch im Duo mit ihm. Weiter gehörte er zu den Combos von Carol Britto, Bernie Senensky und Wray Downes. Das mit Coleader Phil Dwyer veröffentlichte Album Fables and Dreams wurde 1983 mit dem Juno Award für die beste Mainstream-Veröffentlichung des Jahres ausgezeichnet. In den nächsten Jahren war er häufig mit eigenen Bands auf Gastspielreise unterwegs.  Weiterhin ging er mit Peter Appleyard, Oliver Jones und 1991 mit Barney Kessel international auf Tournee. Auch war er an Einspielungen von Benny Carter, Don Menza, Kenny Wheeler, Sammy Nestico, Doug Robinson und den Canadian All Stars beteiligt.
Daneben trat er auch weiterhin in klassischen Kammerkonzerten, etwa mit dem Brunswick String Quartet auf und nahm mit dem Czech Quartet auf. Mit Klarinettist James Campbell und Pianist Gene DiNovi ist er auch mit einem Programm Classical Fusion unterwegs.

## Diskographie (Auswahl)
- Two by Two. Vol. 1 & 2 (1995–1996, Duos mit Oscar Peterson, Cedar Walton, John Hicks, Mulgrew Miller, Tommy Flanagan, Ellis Marsalis, Barry Harris, Kenny Barron,  Renee Rosnes, Cyrus Chestnut und Oliver Jones)
- Inner Urge (1998, mit Reg Schwager, Michel Lambert, Gary Burton)
- Tales of the Fingers (2000, mit Cedar Walton und Barry Elmes)
- Mainly Mingus (2005, mit Gary Williamson, Kevin Turcotte, Perry White, Terry Clarke)
- Mean What You Say (2009, mit Kevin Turcotte, Robi Botos und Frank Botos)
- Lotus Blossom (Modica Music, 2019, mit Renée Rosnes, Terry Clarke)
- Ides of March (Modica Music, 2020, mit Kevin Turcotte, Reg Schwager, Terry Clarke)

## Lexigraphische Einträge
- David Young. In:  Encyclopedia of Music in Canada. herausgegeben von The Canadian Encyclopedia (englisch, französisch).
- Martin Kunzler: Jazz-Lexikon. Band 2: M–Z. (= rororo-Sachbuch. Band 16513). 2. Auflage. Rowohlt, Reinbek bei Hamburg 2004, ISBN 3-499-16513-9.